# Dotjki-materi
Dotjki-materi (russisk: Дочки-матери) er en sovjetisk spillefilm fra 1974 af Sergej Gerasimov.

## Medvirkende
- Innokentij Smoktunovskij som Vadim Antonovitj Vasiljev
- Tamara Makarova som Jelena Aleksejevna Vasiljeva
- Sergej Gerasimov som Pjotr Vorobyov
- Ljubov Polekhina som Olga Vasilejeva
- Svetlana Smekhnova som Anja Vasilyeva